# 天真與閃電
《天真與閃電》是雨隠ギド的日本漫畫作品，於月刊《good!Afternoon》（講談社）2013年3月號開始連載，至2018年9月號結束。番外篇從2018年10月號連載至2019年1月號，至此本作正式完結。
截至2016年3月電視動畫化決定時，單行本累積銷量已突破100萬冊，至第12冊完結時已達290萬冊。台灣中文版由東立出版社代理。原名中的為日語閃電之意，而有天真或甜蜜之意，因此又有譯名為《甜蜜稻妻》。
本作在日本寶島社發行的2014年「這本漫畫真厲害！」少年部門中獲得第8名。2016年3月宣布本作動畫化，於2016年7月播出。

## 故事簡介
犬塚公平是一名高中數學老師，妻子過世後成為了單親爸爸，獨立撫養5歲的女兒紬希。為了不讓紬希吃難吃的便當，犬塚努力的學習做菜，但卻怎樣都做不好。
但在某天，犬塚帶紬希去賞花時，遇到了一位女高中生飯田小鳥，在得知她的媽媽是經營料理店後，犬塚決定帶紬希到那吃飯，可是店裡卻只有小鳥，為了不辜負料理店的名聲，小鳥堅持要親自下廚，並主動說要教犬塚煮飯！

## 登場人物
犬塚公平（聲：中村悠一）
高中的數學老師，1年A班的副班導。妻子在半年前過世後，獨立撫養紬希。將紬希的幸福放在第一位，很寵愛紬希。由於本來飯量就不大，因而不擅長做飯，也比較偏食，但為了讓紬希能吃到好便當，努力的鍛鍊廚藝。在中學畢業前收到小鳥情人節回禮時（紬希在情人節時送了巧克力給小鳥）告訴小鳥自己十分尊敬她，並說在學校以外的地方她才是他的老師。漫畫56話因被紬希要求要整理好儀容才能去見小鳥而臉紅。漫畫番外篇05中在得知紬希因擔心自己而不選擇自己心儀的大學后，開解與鼓勵了紬希，並叫她不用擔心自己，可以放心去選自己喜歡的事。在漫畫的最後與小鳥一起替要到北海道上大學的紬希送行。直到漫畫完結爲止與小鳥都保持著曖昧的關係。
犬塚紬希（聲：遠藤璃菜）
公平的獨生女，5歲，正在上幼稚園。個性活潑且精力充沛又很能吃，對於美味的食物自然也是非常喜歡。在漫畫第56話中已是初中生，厨藝上有大大的進步，並已經能和父親一起下厨了。與小鳥感情十分要好。言行舉止上似乎有意撮合自己的父親與小鳥。高中畢業後因害怕父親自己一個人會寂寞而想在附近的大學念書。後來在父親的鼓勵與開解下選擇到北海道去上大學。在大學所選的專業為食品營養學，原因是因爲希望他人能在享用美食的同時變得健康。即使到了高三與優香和花仍然是好朋友。
飯田小鳥（聲：早見沙織）
公平擔任副班導的1年A班的學生，小學三年級時雙親離婚、至今與母親相依為命。預定與母親賞櫻但其臨時不克前來，在公園獨自哭著吃便當時遇見公平父女，那時遞出名片而在日後因緣際會下與公平、紬希三人開始做料理。當時雖與公平並非初次見面，他卻未能認出小鳥。中學畢業前送公平情人節回禮時（紬希在情人節時送了巧克力給小鳥）告訴他自己十分珍惜與犬塚父女一起做料理的時光，並與其約好會一直和紬希做好朋友。事后承認自己對於公平的感情比戀愛還要複雜。中學畢業后選擇到料理學校去上大學，大學畢業後到金澤的料理屋去實習。漫畫番外篇05中已繼承自家的料理屋，並成爲了一名能獨當一面的料理人。在漫畫的最後與公平一起替要到北海道上大學的紬希送行。直到漫畫完結爲止與公平都保持著曖昧的關係。
犬塚多惠（聲：茅野愛衣）
公平的妻子、紬希的母親，故事開始時半年前因病去世。因擔心丈夫公平吃太少，每日認真做料理。與八木就像親兄妹一樣。
飯田惠（聲：新井里美）
小鳥的母親，經營一家料理屋「惠」，但作為料理研究家時常為上電視而忙碌，店面也因此多無人營業。和前夫離婚的原因是因爲對方太粗神經了。和喜歡喝酒。
小鹿忍（聲：戶松遙）
小鳥的朋友，和小鳥上同一所高中，就讀1年D班，綁著雙馬尾髮型的少女。家裡經營著蔬果店，也很擅長料理。因為有很多兄弟姐妹，所以很會照顧小孩子，在各種方面都很細心。高中畢業后從家裏搬了出來一個人住，並在八木的咖啡廳打工。厨藝不錯，和八木很合得來。大學畢業后在食品公司負責銷售工作。
八木祐介（聲：關智一）
公平學生時代的朋友。在公平不方便的時候會幫忙照顧紬希，紬希非常親近他。在鎮上經營著咖啡廳，所以十分擅長料理，同時也是料理研究家飯田惠的粉絲。和多惠猶如親兄妹一般，曾幫助多惠追求公平。
幼稚園老師（聲：原優子）
紬希上幼稚園的園長。會舉辦各種活動，讓孩童與家長們互動增進關係。
優香（聲：久我心麦）
紬希上幼稚園的女同學兼朋友。短髮，性格溫順柔弱且保守。媽媽（聲：柚木涼香）與紬希爸爸公平互相認識。即使到了高三與紬希和花任然是好朋友。
花（聲：安藤紗彩）
紬希上幼稚園的女同學兼朋友。性格強硬。媽媽（聲：名塚佳織）與紬希爸爸公平互相認識。即使到了高三與紬希和優香任然是好朋友。
幹雄（聲：鶴翔麒）
紬希上幼稚園的男同學。對紬希有好感，會不自覺的捉弄紬希。媽媽（聲：日笠陽子）與紬希爸爸公平互相認識。視乎到高三爲止也喜歡著紬希。
雀野千代（聲：鈴木愛奈）
小鳥的同班同學，對小鳥總是在吃東西而感到好奇。在文化祭與小鳥成為朋友。十分喜歡戀愛方面的話題。
秀
紬希上幼稚園的男同學。起初因母親懷孕住院而鬧彆扭，後在公平與紬希的安慰與鼓勵下與父母和好。事後似乎對紬希有好感。初中和高中時和幹雄是好兄弟也是情敵。

## 出版書籍
| 卷數 | 講談社                    | 講談社                                                    | 東立出版社    | 東立出版社             |
| 卷數 | 發售日期                  | ISBN                                                      | 發售日期      | ISBN                   |
| ---- | ------------------------- | --------------------------------------------------------- | ------------- | ---------------------- |
| 1    | 2013年9月6日              | ISBN 978-4-06-387917-9                                    | 2014年3月26日 | ISBN 978-986-348-268-0 |
| 2    | 2014年3月7日              | ISBN 978-4-06-387963-6                                    | 2015年1月2日  | ISBN 978-986-348-269-7 |
| 3    | 2014年9月5日              | ISBN 978-4-06-387994-0                                    | 2016年6月20日 | ISBN 978-986-365-885-6 |
| 4    | 2015年3月6日              | ISBN 978-4-06-388036-6                                    |               |                        |
| 5    | 2015年9月7日              | ISBN 978-4-06-388078-6                                    |               |                        |
| 6    | 2016年3月7日              | ISBN 978-4-06-388126-4                                    |               |                        |
| 7    | 2016年7月5日 2016年7月7日 | ISBN 978-4-06-362331-4（限定版）、 ISBN 978-4-06-388150-9 |               |                        |
| 8    | 2017年1月6日              | ISBN 978-4-06-388229-2                                    |               |                        |
| 9    | 2017年7月7日              | ISBN 978-4-06-388274-2 ISBN 978-4-06-362372-7（特裝版）   |               |                        |
| 10   | 2018年1月5日              | ISBN 978-4-06-510717-1 ISBN 978-4-06-511016-4（特裝版）   |               |                        |
| 11   | 2018年7月6日              | ISBN 978-4-06-512069-9                                    |               |                        |
| 12   | 2019年2月7日              | ISBN 978-4-06-514498-5 ISBN 978-4-06-514743-6（限定版）   |               |                        |

天真與閃電 與紬希一起在家做飯（暫譯）
食譜公式書，料理監修：
| 卷數 | 講談社       | 講談社                 |
| 卷數 | 發售日期     | ISBN                   |
| ---- | ------------ | ---------------------- |
| 1    | 2016年7月7日 | ISBN 978-4-06-388153-0 |

## 電視動畫
2016年3月7日發售的《good!Afternoon》2016年4月號宣布了本作動畫化的消息，於2016年7月播放。

### 製作人員
- 原作：雨隱ギド[13]
- 監督：岩崎太郎[13]
- 系列構成：廣田光毅[13]
- 人物設計：原田大基[13]
- 美術監督：山口雅範
- 色彩設計：土居真紀子
- 攝影監督：鹽川智幸
- 編輯：今井大介
- 音樂：戶田色音
- 音樂監督：田中一也
- 動畫製作：TMS娛樂[13]
- 企劃協力：SHIN-EI動畫[13]
- 製作：「天真與閃電」製作委員會[13]

### 主題曲
片頭曲
作詞、作曲：，編曲：CHRYSANTHEMUM BRIDGE，主唱：mimimemeMIMI
片尾曲「Maybe」
作詞、作曲：森良太，編曲、主唱：Brian the Sun

### 各話列表
| 話數   | 日文標題 | 中文標題                 | 劇本       | 分鏡     | 演出       | 作畫監督                                                   | 總作畫監督                          |
| ------ | -------- | ------------------------ | ---------- | -------- | ---------- | ---------------------------------------------------------- | ----------------------------------- |
| 第1話  |          | 制服與土鍋燜飯           | 廣田光毅   | 岩崎太郎 | 岩崎太郎   | 原田大基、田中春香                                         | 原田大基                            |
| 第2話  |          | 豬肉湯和店內明燈         | 廣田光毅   | 齊藤啟也 | 齊藤啟也   | 小泉初榮                                                   | 田中春香                            |
| 第3話  |          | 紬希和久等了的漢堡排     | 大知慶一郎 | 佐山聖子 | 神原敏昭   | 福島豐明、森田實                                           | 山本美佳 小泉初榮                   |
| 第4話  |          | 討厭的蔬菜和切丁奶汁烤菜 | 大知慶一郎 | 佐山聖子 | 中山岳洋   | 千林里美、山崎愛                                           | 高橋成之 森本由布希                 |
| 第5話  |          | 假日的特别甜甜圈         | 廣田光毅   | 矢野博之 | 土屋康郎   | 興村忠美、島田英明                                         | 田中春香 高橋成之 原田大基          |
| 第6話  |          | 和朋友們一起開餃子派對   | 成田良美   | 佐山聖子 | 五月女有作 | 內野明雄、佐佐木敏子 上野翔太、中村統子                    | 小泉初榮                            |
| 第7話  |          | 五平餅與大冒險           | 廣田光毅   | 佐野隆史 | 備前克彥   | 池內直子、渡邊慶子                                         | 原田大基 田中春香 小泉初榮          |
| 第8話  |          | 明天也很美味的芋頭煮墨魚 | 大知慶一郎 | 齊藤啟也 | 齊藤啟也   | 川妻智美、八崎健二 森本由布希                              | 小泉初榮 八崎健二                   |
| 第9話  |          | 我們家的家常咖哩         | 成田良美   | 山本靖貴 | 中山岳洋   | 千鶴繪美、山田勝                                           | 八崎健二 田中春香 原田大基          |
| 第10話 |          | 暑假和貓咪和竹筴魚       |            | 佐山聖子 | 五月女有作 | 內野明雄、佐佐木敏子 上野翔太                              | 小泉初榮 原田大基 田中春香          |
| 第11話 |          | 家長會與蕃薯可麗餅       | 成田良美   | 矢野博之 | 齊藤啟也   | 森本由布希、島田英明 原田大基、田中春香 小泉初榮           | 八崎健二 原田大基 田中春香 小泉初榮 |
| 第12話 |          | 愛意滿滿的大阪燒         | 廣田光毅   | 岩崎太郎 | 岩崎太郎   | 原田大基、田中春香 小泉初榮、森本由布希 八崎健二、川妻智美 | 八崎健二 原田大基 田中春香 小泉初榮 |

### 播放平台
| 播放日期               | 播放時間                          | 播放電視台 | 對象地域   | 備註                      |
| ---------------------- | --------------------------------- | ---------- | ---------- | ------------------------- |
| 2016年7月5日 - 9月20日 | 週二 1:05 - 1:35（週一深夜）      | TOKYO MX   | 東京都     | 取景地                    |
|                        | 週二 1:59 - 2:30（週一深夜）      | 讀賣電視台 | 近畿広域圏 | 製作参加 / 《MANPA》第1部 |
| 2016年7月6日 - 9月21日 | 週三 1:30 - 2:00（週二深夜）      | BS11       | 日本全域   | BS放送 / 《ANIME+》時段   |
| 2016年7月7日 - 9月22日 | 週四 23:00 - 23:30                | AT-X       | 日本全域   | CS放送 / 有重播           |
| 2016年7月9日 - 9月24日 | 週六 23:30 - 週日0:00（週六深夜） | Jテレ      | 日本全域   | CATV                      |

| 播放日期               | 播放時間                   | 播放網站               | 備註                                   |
| ---------------------- | -------------------------- | ---------------------- | -------------------------------------- |
| 2016年7月6日 - 9月21日 | 週三 12:00 更新            | DOCOMO动画商城         |                                        |
|                        |                            | ひかりTV               |                                        |
|                        |                            | U-NEXT                 |                                        |
|                        |                            | フジテレビオンデマンド | 付費會員可觀賞所有話數                 |
|                        |                            | アニメ放題             |                                        |
|                        |                            | GYAO!                  | 第1話免費 / 其他話數需付費觀賞         |
|                        |                            | Niconico頻道           | 第1話免費 / 其他話數需付費觀賞         |
|                        |                            | Google Play Store      |                                        |
|                        |                            | ビデオマーケット       |                                        |
|                        |                            | HAPPY動画              |                                        |
|                        |                            | 亞馬遜影片             |                                        |
|                        |                            | 萬代頻道               | 第1話免費 / 其他話數需付費觀賞         |
|                        |                            | Hulu                   | 付費會員可觀賞所有話數                 |
|                        |                            | DMM.com                |                                        |
|                        |                            | アクトビラ             |                                        |
|                        |                            | レオネットビデオ       | 房地產公司架設的影音平台，住戶才能觀賞 |
|                        |                            | OnGenムービー          | 限定智能手机                           |
|                        |                            | ムービーフル           |                                        |
| 2016年7月8日 - 9月23日 | 週五 0:00（週四深夜） 更新 | J:COMオンデマンド      |                                        |
|                        |                            | みるプラス             |                                        |
|                        |                            | ビデオパス             |                                        |

### BD / DVD
| 卷數 | 發售日期      | 收錄話數        | 規格編號   | 規格編號   |
| 卷數 | 發售日期      | 收錄話數        | BD         | DVD        |
| ---- | ------------- | --------------- | ---------- | ---------- |
| 1    | 2016年10月5日 | 第1話 ~ 第2話   | BSZD-08161 | DSZD-08161 |
| 2    | 2016年11月9日 | 第3話 ~ 第4話   | BSZD-08162 | DSZD-08162 |
| 3    | 2016年12月7日 | 第5話 ~ 第6話   | BSZD-08163 | DSZD-08163 |
| 4    | 2017年1月11日 | 第7話 ~ 第8話   | BSZD-08164 | DSZD-08164 |
| 5    | 2017年2月8日  | 第9話 ~ 第10話  | BSZD-08165 | DSZD-08165 |
| 6    | 2017年3月8日  | 第11話 ~ 第12話 | BSZD-08166 | DSZD-08166 |
| BOX  | 2017年1月11日 | 第1話 ~ 第12話  | BSZD-08160 | DSZD-08160 |

## 備註
1. ↑  含附錄。
2. ↑  「うちしょく」指的是「內食」，意思為在家裡做飯吃，是外食的相反詞。此處採用比較直白的翻譯。

## 外部連結
- 天真與閃電官方網站（页面存档备份，存于）（日語）
- 電視動畫「天真與閃電」官方的X（前Twitter）（日語）
- 作者訪談（页面存档备份，存于）（日語）